# 노먼 라이스
노먼 블랜 라이스(Norman Blann Rice, 1943년 5월 4일 ~ )는 아프리카계 미국인 중에서 처음으로 시애틀의 시장(1990~1998)을 지낸 미국의 정치인이다.

## 생애
덴버에서 태어나 시애틀로 이주하여 워싱턴 대학교에서 통신학에서 학사 학위를 받았다. 도시의 정부에 입사하기 전에 라이스는 KOMO-TV 뉴스와 KIXI 라디오 방송국에서 리포터로 일하였다. 그리고나서 시애틀 도시 연맹의 보조 감독으로 있다가, 퓨젯사운드 정부 의회를 위한 정부 서비스의 행정관을 지냈다.

## 정치 생활
라이스는 1978년 시애틀 시의회에 처음으로 뽑혔다. 그 후 3번이나 재선되었으며 에너지, 금융, 예산 협회의 회장으로 있다가 시의장으로 한 기간 동안 복무하였다. 그는 에너지 협회의 업무로서 시애틀의 도시 전기를 위해 더욱 공정한 비용 배당액의 발전과 요금 설계 진행을 촉진하였다. 금융과 예산 협회에 그의 수행으로는 여성과 소수 민족의 비지니스 기업 조령의 통과와 남아프리카 공화국에서 하는 상사들에서 도시 투자의 배제를 포함한다.
그는 1985년 시장 선거에 나갔지만, 찰스 로여에게 패하였다. 1989년에 다시 나가 99,699 석을 얻어 시애틀의 첫 흑인 시장이 되었다. 그는 1993년에도 재선되었다. 1990년대 과학기술의 붐이 일어나는 동안에 그는 시애틀 다운타운의 원기회복을 이끌었다.
1996년 워싱턴주의 지사 후보를 위한 민주당 예비 선거에 나갔으나, 당시 킹 카운티 군수 게리 로크에게 패하였다. 1998년부터 2004년까지 시애틀의 연방 주택 융자 은행의 의장을 지냈다.

## 역대 선거 결과
| 선거명        | 직책명                    | 대수 | 정당   | 득표율  | 득표수    | 결과 | 당락               |
| ------------- | ------------------------- | ---- | ------ | ------- | --------- | ---- | ------------------ |
| 1978년 재선거 | 시의원 (시애틀 제1선거구) | 46대 | 무소속 | 57.63%  | 91,606표  | 1위  | 시애틀 시의원 당선 |
| 1979년 선거   | 시의원 (시애틀 제1선거구) | 47대 | 무소속 | 81.84%  | 107,815표 | 1위  | 시애틀 시의원 당선 |
| 1983년 선거   | 시의원 (시애틀 제1선거구) | 48대 | 무소속 | 80.93%  | 122,262표 | 1위  | 시애틀 시의원 당선 |
| 1985년 선거   | 시애틀 시장               | 48대 | 무소속 | 36.41%  | 49,700표  | 2위  | 낙선               |
| 1987년 선거   | 시의원 (시애틀 제1선거구) | 49대 | 무소속 | 100.00% | 86,159표  | 1위  | 시애틀 시의원 당선 |
| 1989년 선거   | 시애틀 시장               | 49대 | 무소속 | 56.92%  | 99,699표  | 1위  | 시애틀 시장 당선   |
| 1993년 선거   | 시애틀 시장               | 49대 | 무소속 | 65.35%  | 119,695표 | 1위  | 시애틀 시장 당선   |